# Franklin (Caroline du Nord)
Pour les articles homonymes, voir Franklin.
La ville de Franklin est le siège du comté de Macon, situé en Caroline du Nord, aux États-Unis.

## Démographie
| 1880 | 1890 | 1900 | 1910 | 1920 | 1930  |
| ---- | ---- | ---- | ---- | ---- | ----- |
| 207  | 281  | 335  | 379  | 773  | 1 094 |

| 1940  | 1950  | 1960  | 1970  | 1980  | 1990  |
| ----- | ----- | ----- | ----- | ----- | ----- |
| 1 249 | 1 975 | 2 173 | 2 336 | 2 640 | 2 873 |

| 2000  | 2010  | - | - | - | - |
| ----- | ----- | - | - | - | - |
| 3 490 | 3 845 | - | - | - | - |